# Román (keresztnév)
A Román a latin Romanus  férfinév rövidülése, a jelentése: római férfi.  Női párja: Romána.

## Gyakorisága
Az 1990-es években szórványos név, a 2000-es években nem szerepel a 100 leggyakoribb férfinév között.

## Névnapok
- február 28.,[2] szökőévben február 29.
- május 22.[2]
- augusztus 9.[2]
- november 18.[2]

## Híres Románok
- Roman Arkagyjevics Abramovics (1966- ) orosz üzletember, 2000-2008 között Csukcsföld kormányzója, majd 2008-tól a csukcsföldi parlament elnöke, 2003-tól a londoni Chelsea FC tulajdonosa.
- Roman Anatoljevics Pavljucsenko (1981- ) orosz válogatott labdarúgó, kétszeres orosz gólkirály (2006, 2007)
- Roman Polański (1933- ) lengyel filmrendező
- Romano Prodi (1939- ) olasz politikus